# Ben Foster (skuespiller)
 For alternative betydninger, se Ben Foster. (Se også artikler, som begynder med Ben Foster)
Ben Foster, (født 29. oktober 1980 i Boston, Massachusetts i USA), er en amerikansk skuespiller blandt andet kendt for rollerne som Russell Corwin i TV-serien Six Feet Under, Angel (tegneseriefigur) i X-Men: The Last Stand og Charlie Prince i 3:10 to Yuma.
Da Ben var 16 år gammel droppede han ud af high school og flyttede til Los Angeles for at starte en skuespiller karriere. Han startede med småroller i serier som Flash Forward og Freaks and Geeks, men blev anerkendt da han medvirkede i filmen Get Over It, hvor han spillede sammen med Kirsten Dunst.

## Privat liv
Foster har været kæreste med skuespillerinden Zoe Kravitz i mere end 5 måneder, og han hun ledsagede ham til premieren på 3:10 to Yuma. Sidst blev de to set sammen på LAX den 4. januar 2008. Foster har været i et forhold med skuespillerinden Robin Wright siden starten af 2012. Parret blev forlovet i starten af 2014.[kilde mangler]

## Filmografi
| År   | Titel                                   | Rolle                        | Noter               |
| ---- | --------------------------------------- | ---------------------------- | ------------------- |
| 1996 | Kounterfeit                             | Travis                       |                     |
| 1996 | Flash Forward                           | Tuck                         |                     |
| 1998 | Breakfast with Einstein                 | Ryan                         |                     |
|      | I've Been Waiting for You               | Charlie                      |                     |
| 2000 | Freaks and Geeks                        | Eli                          |                     |
| 1999 | Liberty Heights                         | Ben Kurtzman                 |                     |
| 2001 | Get Over It                             | Berke Landers/Lysander       |                     |
| 2002 | Big Trouble                             | Matt Arnold                  |                     |
| 2002 | The Laramie Project                     | Aaron Kreifels               |                     |
| 2002 | Bang, Bang, You're Dead                 | Trevor Adams                 |                     |
| 2003 | Phone Booth                             | Big Q                        | ikke krediteret     |
| 2003 | Northfork                               | Cod                          |                     |
| 2003 | 11:14                                   | Eddie                        |                     |
| 2004 | The Punisher                            | Spacker Dave                 |                     |
| 2005 | Hostage                                 | Mars Krupcheck               |                     |
| 2006 | The Heart Is Deceitful Above All Things | Fleshy Boy                   | begrænset udgivelse |
| 2006 | X-Men: The Last Stand                   | Angel/Warren Worthington III |                     |
| 2007 | Alpha Dog                               | Jake Mazursky                |                     |
| 2007 | 3:10 to Yuma                            | Charlie Prince               |                     |
| 2007 | 30 Days of Night                        | The Stranger                 |                     |
| 2008 | Birds of America                        | Jay                          |                     |
| 2009 | Pandorum                                | Korporal Bower               |                     |
| 2012 | Contraband                              | Sebastian Abney              |                     |
| 2013 | Lone Survivor                           | Matthew "Axe" Axelson        |                     |
| 2016 | Warcraft                                | Medivh                       |                     |